# Tuffi ai XVII Giochi panamericani - Trampolino 3 metri sincro femminile
Il concorso dei tuffi dal trampolino 3 metri sincro femminile dei XVII Giochi panamericani si è svolto il 13 luglio 2015 presso il CIBC Pan Am/Parapan Am Aquatics Centre and Field House di Toronto in Canada.

## Programma
| Data           | Ora   | Evento |
| -------------- | ----- | ------ |
| 13 luglio 2015 | 18:30 | Finale |

## Risultati
| Class   | Atleti                                    | Nazione     | Punti  |
| ------- | ----------------------------------------- | ----------- | ------ |
| Oro     | Paola Espinosa Dolores Hernández          | Messico     | 301.20 |
| Argento | Jennifer Abel Pamela Ware                 | Canada      | 298.23 |
| Bronzo  | Deidre Freeman Maren Taylor               | Stati Uniti | 293.10 |
| 4       | Tammy Galera Juliana Veloso               | Brasile     | 255.45 |
| 5       | Diana Pineda Manuela Rios                 | Colombia    | 246.87 |
| 6       | Jeniffer Fernandez Luisa Jimenez Aragunde | Porto Rico  | 241.59 |
| 7       | Wendy Esquivel Paula Sotomayor            | Cile        | 205.92 |